# Écriture spéculaire

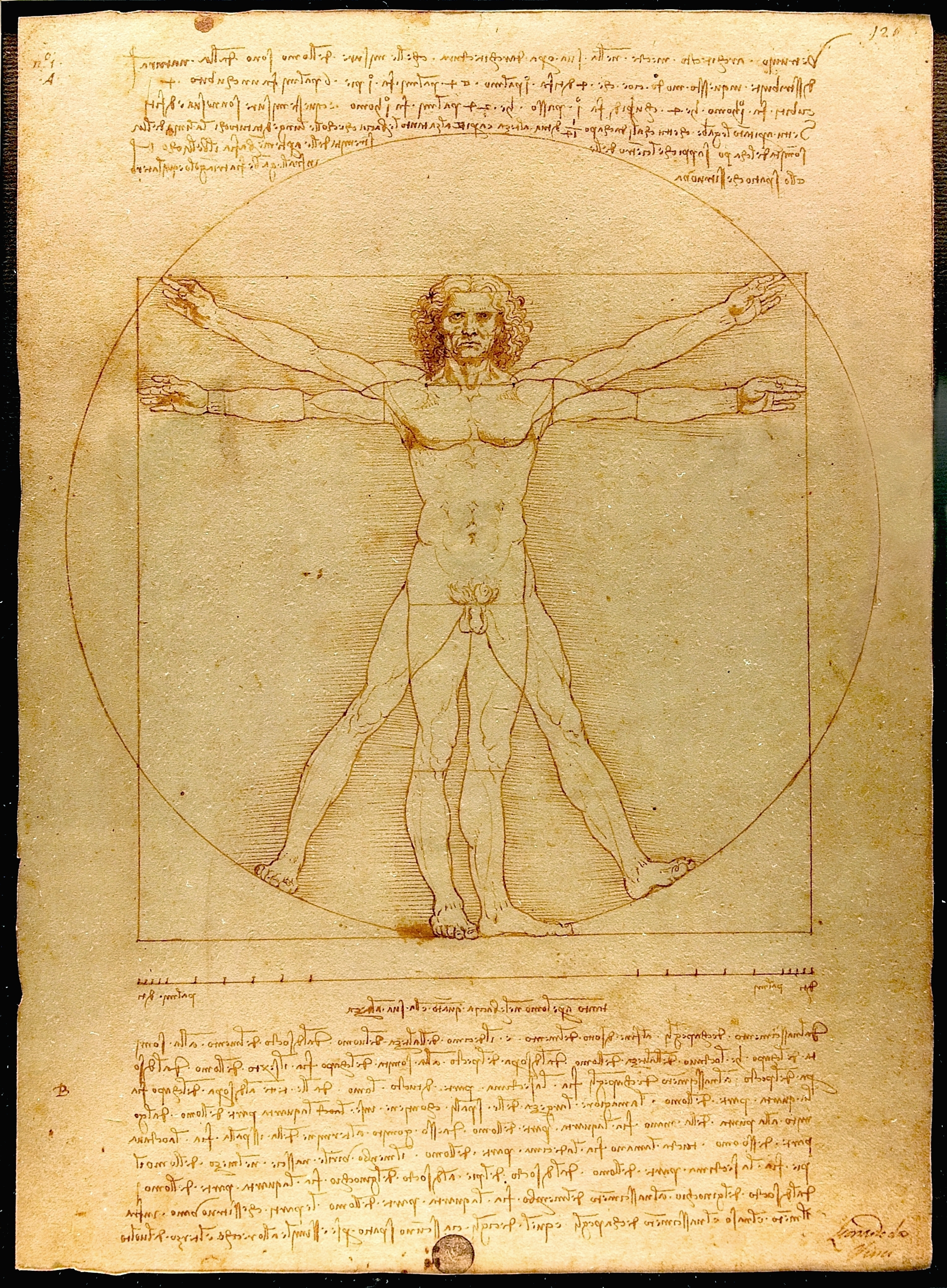
Un exemple connu d'écriture spéculaire, les notes encadrant l'Homme de Vitruve de Léonard de Vinci.

L'écriture spéculaire, appelée plus communément « écriture en miroir », dont l'étymologie révèle « regarde, reproduction fidèle, image », est une forme d'écriture où les mots de la langue du transcripteur s'écrivent dans l'ordre inverse du mode de lecture normal associé à une inversion graphique latérale des lettres. Comme son nom l'indique, elle donne l'impression que les phrases transcrites sont reflétées par un miroir. C'est d'ailleurs à l'aide d'un miroir apposé contre la surface d'écriture que l'on déchiffre un texte rédigé en écriture spéculaire, à défaut d'être entraîné à la lire comme telle.

## Neurophysiologie
- Si vous ne connaissez pas le sujet, laissez ce bandeau (vous pouvez alors contacter les auteurs).
- Si vous supprimez le contenu mis en cause (vous pouvez préalablement contacter les auteurs),

argumentez précisément cette suppression dans la page de discussion
(un manque de référence n'est pas un argument ; une recherche réelle de référence doit avoir été effectuée, être formellement documentée).

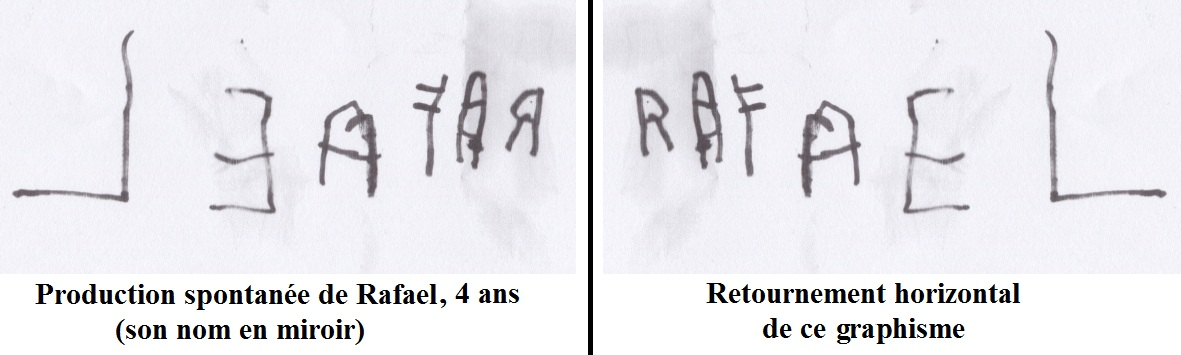
Écriture en miroir d'un enfant de 4 ans : à gauche son graphisme spontané; à droite inversion par symétrie spéculaire de son graphisme.

Il est classique de remarquer que l'écriture en miroir est l'écriture normale de la main gauche : l'hémisphère cérébral chargé de gérer cette main est en effet grossièrement symétrique par rapport à celui qui gère la main droite. Mais il s'agit là d'une simplification outrancière. Retenons pourtant que le sujet peut faire usage de la symétrie cérébrale pour inverser au niveau visuel et graphomoteur ce qu'il produit, par rapport à un modèle donné. Ainsi le professeur de Rougemont, chirurgien grenoblois, était capable de dessiner sur un tableau noir des figures d'une symétrie parfaite en utilisant une craie dans chaque main.
Léonard de Vinci a rédigé ses notes en toscan selon ce procédé. La raison peut avoir été davantage un besoin pratique, pour être plus rapide, que pour des raisons de chiffrement afin d'échapper à la censure de son temps ou de garder ses notes de travail secrètes, comme cela est souvent suggéré (thèse du mathématicien Luca Pacioli dès le XVe siècle, réfutée car cette écriture se lit facilement à l'aide d'un miroir, par ailleurs Léonard truffe ses notes d'abréviations et c'est plutôt cette caractéristique qui en rend la lecture plus difficile). 

## Aspect médical
D'un point de vue médical, l'écriture spéculaire est une des manifestations possibles de l'apraxie, que l'on rencontre notamment chez certains gauchers apraxiques. Le fait d'être gaucher ne prédispose cependant pas à cette pratique.
Aujourd'hui l'expression « écriture spéculaire » est surtout employée au sens figuré, dans le cadre d'analyses littéraires, pour évoquer les jeux de mises en abyme des auteurs dans leurs textes.
On retrouve souvent la notion d'écriture spéculaire en spiritisme, où, comme l'écriture automatique, elle est considérée comme une marque de manifestation de l'au-delà par le biais du médium qui la pratique pendant une transe.

## Utilisations pratiques

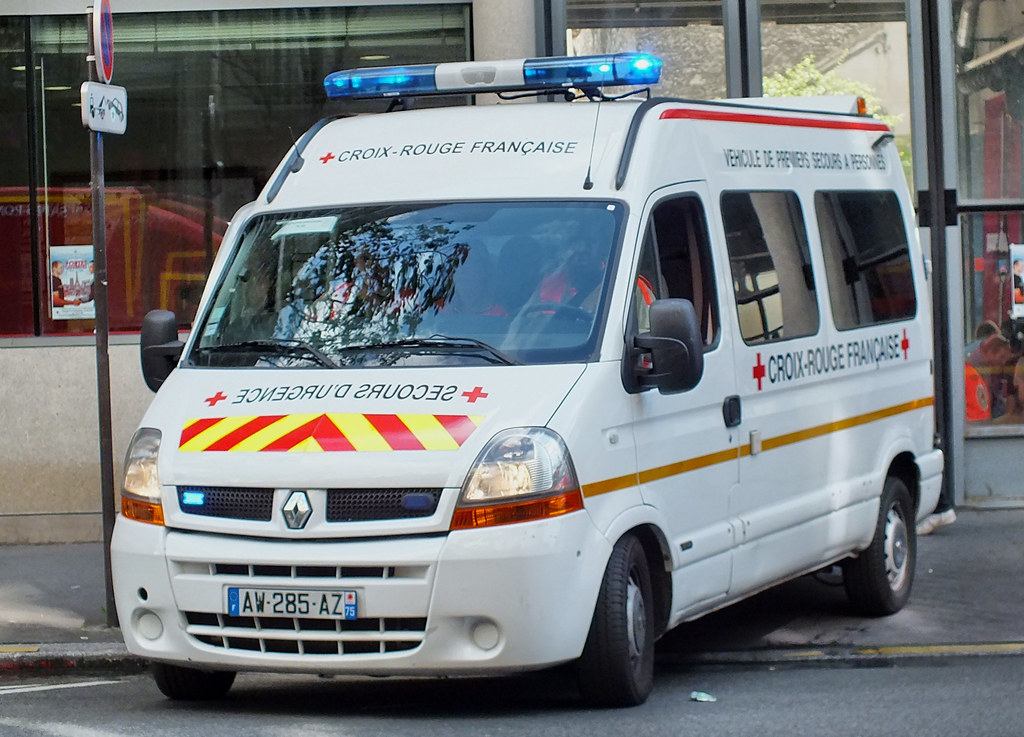
Secours d'urgence en écriture spéculaire à l'avant d'un véhicule de premiers secours de la Croix-Rouge française.

On trouve une utilisation pratique de l'écriture spéculaire de nos jours sur certains véhicules d'urgence notamment, où le mot « AMBULANCE » apparaît en très larges caractères et en écriture spéculaire, afin de pouvoir être lu directement par les automobilistes dans leurs rétroviseurs, pour la « POLICE » en Suisse et pour « AMBULANCE » et « POLICE » au Québec, en France et en Belgique.